# Hubert Gibson
Hubert Gibson (* 21. Juni 1948; † März 2023) war ein US-amerikanischer Basketballtrainer und -spieler.

## Laufbahn
Der aus dem US-Bundesstaat Mississippi stammende Gibson studierte am Utica Junior College (später im Hinds Community College aufgegangen), nach Deutschland kam er als Soldat der US-Streitkräfte. Mit der Mannschaft der TG Hanau stieg er 1974 in die Basketball-Bundesliga auf. In der Bundesliga-Saison 1974/75 war Gibson mit 399 erzielten Punkten drittbester Korbschütze der Südstaffel, verpasste mit der Mannschaft jedoch den Klassenverbleib.
Als Trainer gewann die zweite Hanauer Herrenmannschaft unter seiner Leitung 1979 die Hessenmeisterschaft und stand im Endspiel um den hessischen Landespokal. Später war Gibson bis 2019 jahrelang Co-Trainer der White Wings Hanau und als solcher am Vorstoßen der Mannschaft bis in die 2. Bundesliga ProA beteiligt.